# Patton Oswalt
Patton Peter Oswalt (estado de Virginia, 27 de enero de 1969) es un actor, humorista de comedia en vivo (stand-up) y guionista estadounidense.
Es más conocido por sus papeles como Spencer Olchin en The King of Queens, por haber sido la voz de Remy en la película Ratatouille y como Max en The Secret Life of Pets 2.

## Primeros años
Patton Peter Oswalt nació en Portsmouth (Virginia) el 27 de enero de 1969, hijo de Carla y Larry J. Oswalt, un oficial de la marina de los Estados Unidos.
Le pusieron ese nombre en homenaje al general George Patton. Mientras vivió con su familia, Patton vivió en el estado de Ohio y la ciudad de Tustin (estado de California), antes de establecerse en Sterling (estado de Virginia).
Se graduó en 1987 en el colegio Broad Run en Ashburn (estado de Virginia), y más tarde asistió a la universidad College of William and Mary, donde se especializó en Inglés, y fue iniciado en la fraternidad Alpha Theta de la Phi Kappa Tau.

## Carrera

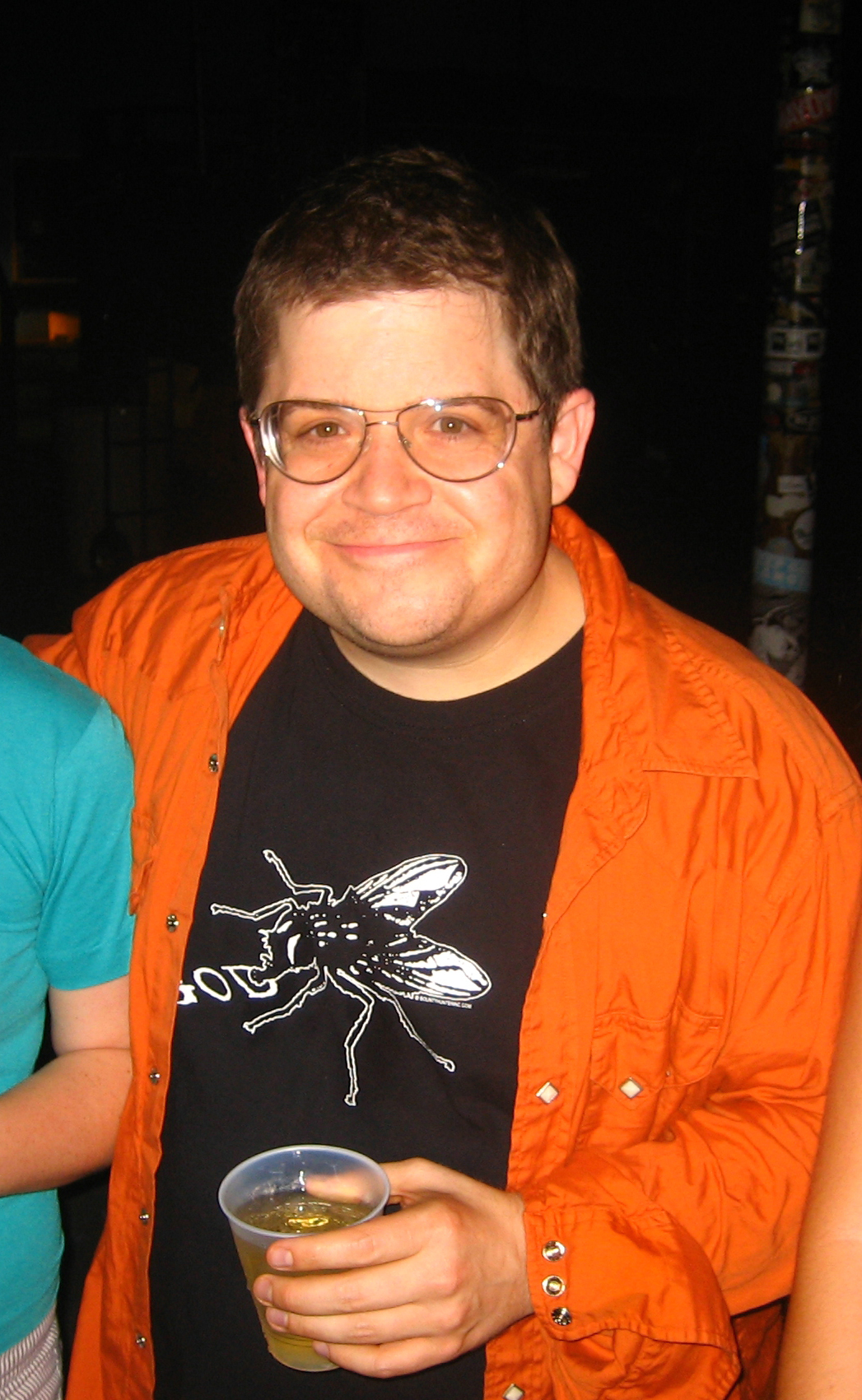
Patton Oswalt

Oswalt empezó su carrera con presentaciones de comedia en vivo a finales de 1980 o principios de 1990, por su propia cuenta. Después de escribir para MADtv y protagonizar su propio especial de comedia de 1996 para HBO, pudo obtener papeles notables en películas y programas de televisión.
Su papel más importante y de mayor duración fue como Spence Olchin en The King of Queens.
Su primer papel estelar película fue como la voz de Remy de la película de Pixar Ratatouille en 2007.
También apareció en roles pequeños en películas como Magnolia y Madagascar 2: escape de África. Prestó su voz para el videojuego Grand Theft Auto: San Andreas como un comunicador en el show WTCR The Tight End Zone, y fue la voz del comunicador en «Chatterbox» en LCFR en el juego Grand Theft Auto: Liberty City Stories. También fue la voz de un reportero para New World Order, un programa de radio en VCPR en Grand Theft Auto: Vice City Stories.
Oswalt escribió la historia del cómic JLA: Welcome to the Working Week, una historia secundaria en Batman # 600, la historia de Dwight T. Albatross The Goon Noir # 01 y una historia para Masks: Too Hot for TV.
Ampliando su repertorio como artista de voz, en 2007 comenzó a interpretar al malvado Tobey en la serie Kids GO! WordGirl. También apareció en el Comedy Central Roast de William Shatner. En agosto de 2007, apareció en el Comedy Central Roast de Flavor Flav.
En 2007, apareció como Jim en el episodio «El cocinero original Fry» de la serie televisiva animada Bob Esponja.
También apareció como Carl, la mascota de la cabaña de Corndog en el video musical Another perfect day de American Hi-Fi.
También apareció en un episodio de Static Shock.
El 27 de junio de 2007, Oswalt fue invitado especial en el programa de Emeril Live en Food Network para promover Ratatouille. Otras apariciones incluyeron un episodio en Venture Bros, donde él prestó su voz para Robin, una parodia sobre el chico aventurero envejecido. En 2008, Oswalt moderó una reunión para el reparto de Mystery Science Theater 3000 en la Convención Internacional de Cómics de San Diego
En 2009, Oswalt interpretó a Paul Aufiero, el papel principal en la película Big fan, el debut como director de Robert D. Siegel (1971-).
En 2010 iba a protagonizar en Broadway una reposición de la obra de teatro Labios juntos, dientes separados, pero su coprotagonista Megan Mullally abandonó la producción cuando el director le denegó su petición de sustituir a Oswalt por su falta de experiencia en el escenario. La obra se aplazó y finalmente se canceló.
Protagonizó el drama The United States of Tara como Neil, un empleado de la empresa de paisajismo Four Winds Landscaping.
También puso la voz a Thrasher, un robot protagonista del programa Robotomy, de Cartoon Network.
En enero de 2011 se publicó su primer libro, Zombie spaceship wasteland.
Oswalt interpretó el papel de Hurlan Heartshe en la miniserie de comedia surrealista The heart, she holler (de 2011) en Adult Swim, el bloque de programación nocturna de Cartoon Network.
En 2011 Oswalt apareció en la película A very Harold & Kumar 3D Christmas.
Oswalt interpretó a Matt Freehauf en la comedia negra Young adult (en 2011) de Jason Reitman.
En 2012 interpretó a Billy Stanhope, el malvado ex mejor amigo de Walden Schmidt (interpretado por el actor Ashton Kutcher) en la serie cómica Dos hombres y medio.
Desde septiembre de 2013 hasta mayo de 2023, Oswalt narró las 10 temporadas de la serie de televisión The Goldbergs.
También tuvo un papel recurrente como el alguacil (constable) Bob Sweeney en la cuarta temporada de la serie Justified, de FX.
Patton interpretó el papel del agente Koenig en la serie de televisión Agentes de SHIELD. Más tarde apareció en episodios separados como los hermanos Eric y Billy Koenig. Siguió apareciendo en la segunda temporada como Billy y un tercer hermano llamado Sam. En la cuarta temporada, también interpretó a un cuarto hermano, Thurston.
En 2015, la editorial Simon & Schuster publicó el libro de memorias de Oswalt, Silver screen fiend: learning about life from an addiction to film (‘fanático de la pantalla de plata: un aprendizaje sobre la vida desde una adicción al cine’).
Puso voz a la versión masculina de Jesse en el videojuego Minecraft: Story Mode, que salió a la venta en octubre de 2015.
Oswalt interpretó a Max en el reinicio de la serie Mystery Science Theater 3000, como el hijo del personaje TV’s Frank, escrito por Frank Conniff. El programa se estrenó en Netflix en 2017.
También en 2017, Oswalt, aficionado al cine de toda la vida, puso voz al actor ícono del terror Boris Karloff en varios episodios del podcast You must remember this (‘debes recordar esto’), de la crítica de cine Karina Longworth, para la temporada titulada «Bela y Boris».
Oswalt tuvo un papel de voz en off en la película cómica de ciencia ficción Sorry to bother you (‘perdona que te moleste’), que se estrenó en los cines en 2018.
Oswalt realizó la voz del personaje principal Max en la película de animación de 2019 La vida secreta de tus mascotas 2, en la que sustituyó al actor Louis C.K.
Además, retomó su papel como el profesor Dementor en la película Kim Possible (de Disney Channel), una adaptación de acción real de la serie animada de 2002-2007.
El 15 de abril de 2019, Oswalt se unió a otros escritores para despedir a sus agentes como parte de la postura de la WGA contra la ATA y la práctica del empaquetado.

### Comedia en vivo
La comedia en vivo de Oswalt abarca temas que van desde la frivolidad de la cultura pop, como los supervillanos de los cómics y el glam metal de los ochenta, hasta cuestiones sociales más profundas como los excesos estadounidenses, el materialismo, la política exterior imperialista y la religión preponderante.
En sus monólogos también habla de su ateísmo.
En 2004, Oswalt lanzó un álbum de comedia Feelin Kinda Patton y ese mismo año una versión más larga sin editar del mismo espectáculo titulada 222 (Live & Uncut), tanto a través de la United Musicians colectiva y una comedia en vivo (stand-up) especial, No Reason to Complain.
Formó parte de una división de la obra extendida llamada Patton vs alcohol vs Zach vs Patton con Zach Galifianakis y apareció en dos recopilaciones de Un-Cabaret: The un & only and The good, the bad and the drugly.
Grabó su tercer álbum de comedia en el Lisner Auditorium de la Universidad George Washington, de Washington DC el 28 de febrero de 2009. Se estrenó en el canal televisivo Comedy Central con el título Patton Oswalt: my weakness is strong (‘mi debilidad es fuerte’) el 23 de agosto de 2009, y salió a la venta en DVD el 25 de agosto de 2009.
En noviembre de 2009 se publicó en YouTube un video animado de la versión de Patton de Christmas shoes, de New Song, que no aparece en ningún álbum. Se afirma que el audio fue grabado en el Lisner Auditorium de Washington DC.
El álbum de Oswalt Patton Oswalt: finest hour (‘en su mejor momento’) fue lanzado el 19 de septiembre de 2011. El DVD ampliado y sin censura de este especial salió a la venta en abril de 2012, pocos días después de su estreno televisivo en Comedy Central.
El especial de comedia de Oswalt Tragedy plus comedy equals time (‘tragedia más comedia igual a tiempo’) se iba a estrenar el 16 de enero de 2014 a través del sitio web de streaming en línea Epix, pero la empresa lo retrasó por motivos desconocidos. Sin embargo, se estrenó en Comedy Central el 6 de abril de 2014 y se puso a la venta el 8 de abril de 2014, tanto en DVD como en CD.
El especial de comedia de Oswalt Talking for clapping (‘hablar en busca de aplausos’) se estrenó en Netflix el 22 de abril de 2016. Por él, recibió un premio Primetime Emmy al mejor guionista de un especial de variedades y un premio Grammy al mejor álbum de comedia.
El especial de comedia de Oswalt Aniquilación se estrenó en Netflix el 17 de octubre de 2017
En un episodio de la serie Hiking with Kevin Nealon en el sitio web YouTube, publicado el 14 de noviembre de 2019, Oswalt confirmó un nuevo especial, I love everything (‘yo amo cualquier cosa’), grabado tres semanas antes de la grabación de la caminata. Actualmente se emite en Netflix y por él Oswalt fue nominado a otro Primetime Emmy Award.
Apareció en una campaña publicitaria para Caesars Sportsbook (en 2021), interpretando a un personaje llamado Carl.
Apareció en la versión para famosos de Jeopardy! el 26 de enero de 2023.
El 24 de marzo de 2023, se confirmó que Oswalt se había unido al reparto de la próxima película Ghostbusters: Frozen Empire.
En mayo de 2024, Oswalt comenzó a presentar el programa de FOX The 1% club (‘el club del 1 %’).